# Оболяев, Степан Максимович
Степан Максимович Оболяев, по прозвищу «Ерёмина курица» (1739 — не ранее 1802) — отставной солдат, содержатель постоялого двора в Таловом Умёте, на котором Пугачёв укрывался незадолго до начала нового выступления яицких казаков.

## Биография
Отставной солдат Оболяев содержал в качестве арендатора постоялый двор в Таловом Умёте, примерно в 40 верстах от Яицкого городка. Был больше известен по прозвищу Ерёмина Курица, которое получил за постоянную приговорку, используемую для замены бранных слов. Пугачёв дважды останавливался на постоялом дворе по дороге из Мечетной слободы в Яицкий городок и обратно, во время своей первой поездки в земли Яицкого войска в ноябре-декабре 1772 года. В этой поездке Пугачёв имел беседу в Яицком городке с казаком Денисом Пьяновым (участником восстания 1772 года), в ходе которой впервые назвал себя Петром III. Здесь же, в присутствии Оболяева, он вёл разговоры с братьями Закладновыми относительно задуманного им намерения увести Яицкое казачье войско на Северный Кавказ, в вольные земли Закубанья… На обратном пути, по прибытии в Малыковку, Пугачёв был арестован по доносу бывшего с ним в поездке крестьянина С. Ф. Филиппова.
После побега в мае 1773 года из казанской тюрьмы, в конце июля того же года, Пугачёв добрался до Талового Умёта. В ходе разговоров с Оболяевым он назвал себя спасшимся царем Петром Фёдоровичем, демонстрировал знаки на груди, оставшиеся после болезни, назвав их следами от штыков при покушении на его жизнь. Обеляев пообещал свести его с казаком Григорием Закладновым, который вскоре должен был приехать к нему на постоялый двор. В следующий приезд Закладнов привёл с собой Дениса Караваева. Пугачёв сговорился с Закладновым и Караваевым относительно присоединения недовольных яицких казаков к «скрывающемуся царю», обговорил необходимость найти грамотного человека для составления царских указов.
Пугачёв решил найти такого человека в старообрядческих поселениях на Иргизе. 26 августа Пугачёв в сопровождении Степана Оболяева отправился к Мечетной слободе, заночевав по дороге у реки Камелик и приехав к старообрядческим скитам к вечеру следующего дня. В Исакиевом скиту Оболяев не сдержался и прихвастнул, что сопровождает «государя Петра Фёдоровича» в поисках необходимых ему для дела писарей. На Иргизе Пугачёва опознали и попытались задержать, но он сумел вырваться — и вернулся на Таловой Умёт — в то время как замешкавшегося Оболяева арестовали.
В ходе допросов в Малыковке, а затем и в казанской секретной канцелярии, Степан Оболяев не показал, что бывший с ним донской казак Пугачёв называл себя императором Петром III, что он готовил новое выступление яицких казаков. Лишь 11 июня 1774 года, когда его доставили в Оренбург для очных ставок с Денисом Караваевым, Оболяеву пришлось сознаться. На сей раз он рассказал все без утайки. При этом, объясняя причину своего недоносительства на Пугачева, когда тот впервые «назвался государем», Оболяев сказал, что не сделал этого, так как «по простоте своей» поверил словам самозванца. Руководитель секретных следственных комиссий по делу пугачёвцев Павел Потёмкин в донесениях об Оболяеве писал: «…прост, но великий плут», «…по разсуждениям своим больше толковал, нежели его уму и состоянию прилично», «…достоин некотораго лишнего наказания».
По приговору от 9 января 1775 года, Оболява наказали на Болотной площади в Москве в один день с казнью Пугачёва — ему вырвали ноздри, высекли кнутом, после чего он был направлен на «вечное поселение» в Кольский острог. Последнее упоминание в документах относится к 1801 году, точная дата смерти неизвестна. По документам известно, что в Коле Аболяев женился на дворовой крестьянке Анне Степановой, сосланной из-под Ярославля в Колу за «удушение своей помещицы подушками до смерти», которая родила ему двух сыновей. Потомки С. М. Оболяева до сих пор живут в Мурманской области.
Сергей Есенин запечатлел образ Степана Оболяева в поэме «Пугачев».